# 基洛沃-切佩茨克區

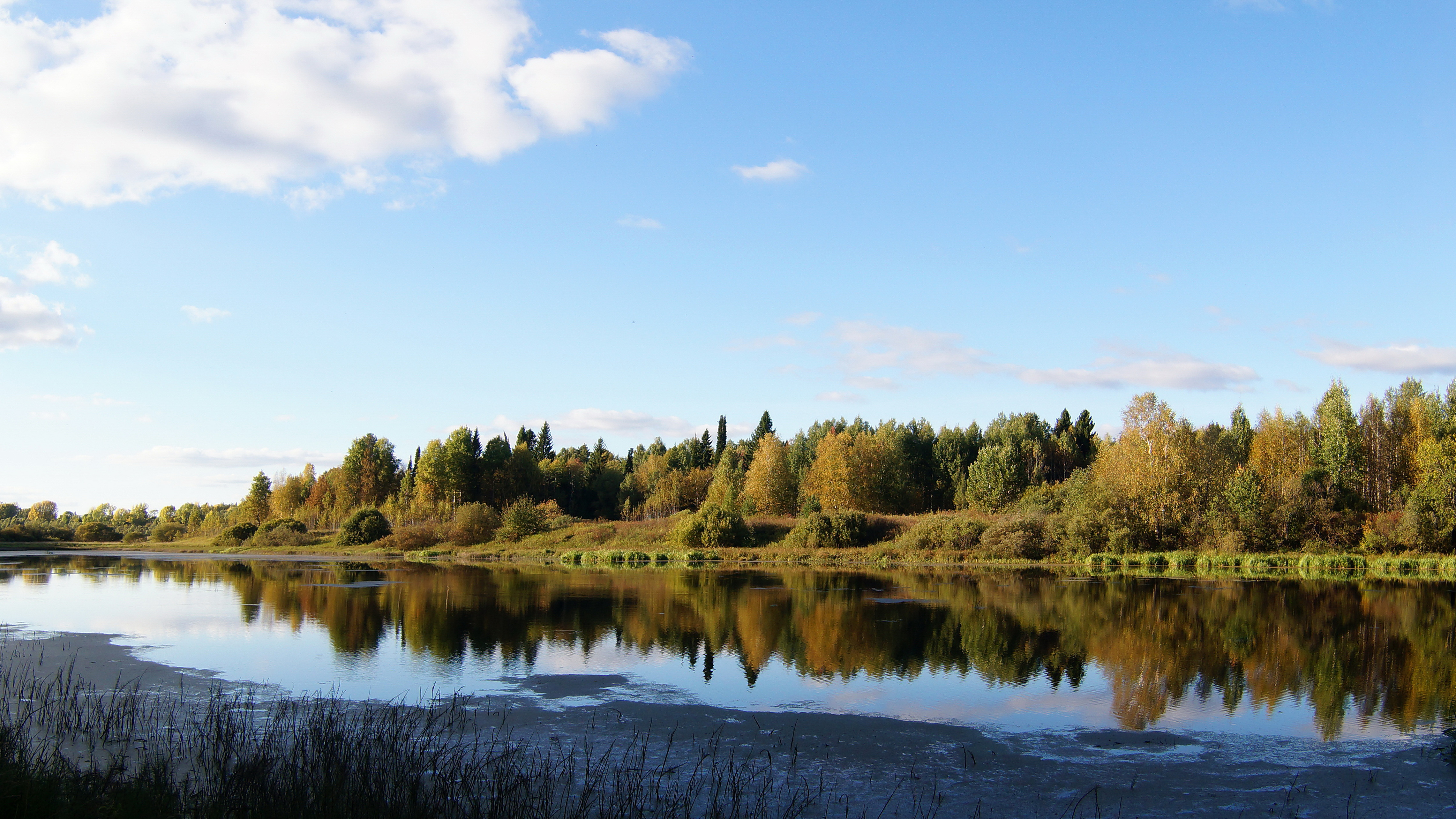

58°33′N 50°02′E / 58.550°N 50.033°E
基洛沃-切佩茨克區（俄语：Кирово-Чепецкий район），是俄羅斯的一個區，位於該國西部，由基洛夫州負責管轄，面積2,210.27平方公里，2010年人口21,317，人口密度每平方公里9.64人。